# Enrico Glori
Enrico Glori, pseudonimo di Enrico Musy (Napoli, 3 agosto 1901 – Roma, 19 aprile 1966), è stato un attore italiano.

## Biografia
Enrico Glori nacque a Napoli il 3 agosto del 1901 da una ricca e facoltosa famiglia partenopea di remote origini francesi. Laureato in giurisprudenza, all'età di trent'anni si trasferì in Francia dove per un periodo lavorò come giornalista interessandosi però nel contempo anche al teatro. A Parigi, inaugurò e diresse per tre anni il Teatro degli Italiani e nel corso di questa attività entrò in contatto con Pierre Chenal e Sacha Guitry che lo convinsero a provare l'esperienza del cinema.
Il suo debutto come attore cinematografico avvenne nel 1934 con Chenal, sempre in Francia, dove nei primi anni della sua carriera interpretò diversi ruoli come caratterista. Il ritorno in Italia avvenne nel 1937, quando Chenal lo convinse ad accettare il ruolo dell'infido conte Papiano nella versione cinematografica de Il fu Mattia Pascal.
In seguito a questa interpretazione, tra la fine degli anni trenta e i primi anni quaranta a Glori vennero assegnati costantemente ruoli di uomo perfido, crudele e subdolo, grazie anche alla sua aderenza fisica con tali personaggi, fino a diventare (assieme ad Osvaldo Valenti) il cattivo per antonomasia del cinema italiano dell'epoca, senza mai però ottenere parti da protagonista, eccezion fatta per il personaggio brillante de Il barone di Corbò, film del 1939 diretto da Gennaro Righelli e tratto dall'omonima commedia di Luigi Antonelli.
Le interpretazioni più notevoli di questo periodo furono il contrabbandiere Simone di Sotto la croce del sud (film del 1938 diretto da Guido Brignone) che paga per le sue colpe morendo atrocemente tra le sabbie mobili e soprattutto il personaggio di don Rodrigo nella versione cinematografica de I promessi sposi del 1941, con la regia di Mario Camerini. La ripetitività di questi ruoli tuttavia portò Glori, nel dopoguerra, ad alternare il cinema con l'attività teatrale: nel 1949 recitò con Lamberto Picasso e Camillo Pilotto nel dramma di Ugo Betti Corruzione al palazzo di giustizia per la regia di Orazio Spadaro. Sempre nello stesso anno, in occasione delle rappresentazioni dannunziane apparve a Pescara ne La figlia di Iorio, ancora con Camillo Pilotto e con Elena Zareschi. Nel 1957 entrò a far parte della Compagnia Torrieri-Pisu.
Nello stesso periodo, per il cinema lavorò in parecchi film diretto tra gli altri da Raffaello Matarazzo (I figli di nessuno), Vittorio De Sica (Stazione Termini), Michelangelo Antonioni (La signora senza camelie), Alberto Lattuada (La spiaggia), Eduardo De Filippo (Fortunella), Mauro Bolognini (La giornata balorda). Federico Fellini lo volle per l'ennesimo ruolo di "cattivo" nella scena dell'orgia de La dolce vita. Comparve inoltre in molti film in costume di carattere mitologico, sempre in ruoli da antagonista. Recitò anche in televisione in diversi sceneggiati, limitandosi però sempre a ruoli secondari, sotto registi come Sandro Bolchi, Daniele D'Anza, Edmo Fenoglio, Mario Lanfranchi, Mario Landi ed Anton Giulio Majano.
Nel 1966, per sopraggiunti problemi di salute, interruppe ogni attività, morendo a Roma poco dopo il ritiro dalle scene. Riposa presso il cimitero del Verano.

## Vita privata
Sposato con l'attrice Gianna Pacetti, Glori ebbe un figlio, Gianni Musy, nato anch'egli il 3 agosto, attore e doppiatore.

## Filmografia
- La Rue sans nom, regia di Pierre Chenal (1934)
- Marchand d'amour, regia di Edmond T. Gréville (1935)
- La kermesse eroica (La Kermesse héroïque), regia di Jacques Feyder (1935)
- Una donna ardita (Anne-Marie), regia di Raymond Bernard (1936)
- Viva la gloria (La Vie parisienne), regia di Robert Siodmak (1936)
- Jenny, regina della notte (Jenny), regia di Marcel Carné (1936)
- Quand minuit sonnera, regia di Léo Joannon (1936)
- L'escadrille de la chance, regia di Max de Vaucorbeil (1937)
- La belle de Montparnasse, regia di Maurice Cammage (1937)
- Un grande amore di Beethoven (Un grand amour de Beethoven), regia di Abel Gance (1937)
- Il fu Mattia Pascal (L'homme de nulle part), regia di Pierre Chenal (1937)
- L'homme à abattre, regia di Léon Mathot (1937)
- Le perle della corona (Les perles de la couronne), regia di Christian-Jaque e Sacha Guitry (1937)
- I tre desideri, regia di Giorgio Ferroni e Kurt Gerron (1937)
- Napoli d'altri tempi, regia di Amleto Palermi (1938)
- La signora di Montecarlo, regia di André Berthomieu e Mario Soldati (1938)
- Stasera alle undici, regia di Oreste Biancoli (1938)
- Le Schpountz, regia di Marcel Pagnol (1938)
- L'ultima carta, regia di Piero Ballerini (1938)
- Giuseppe Verdi, regia di Carmine Gallone (1938)
- La principessa Tarakanova, regia di Fëdor Ozep e Mario Soldati (1938)
- Sotto la croce del sud, regia di Guido Brignone (1938)
- Il suo destino, regia di Enrico Guazzoni (1938)
- Diamanti, regia di Corrado D'Errico (1939)
- Il barone di Corbò, regia di Gennaro Righelli (1939)
- Terra di fuoco, regia di Giorgio Ferroni e Marcel L'Herbier (1939)
- I grandi magazzini, regia di Mario Camerini (1939)
- Abuna Messias, regia di Goffredo Alessandrini (1939)
- Il fornaretto di Venezia, regia di Duilio Coletti (1939)
- È sbarcato un marinaio, regia di Piero Ballerini (1940)
- La gerla di papà Martin, regia di Mario Bonnard (1940)
- Abbandono, regia di Mario Mattoli (1940)
- L'arcidiavolo, regia di Toni Frenguelli (1940)
- La figlia del Corsaro Verde, regia di Enrico Guazzoni (1940)
- Il prigioniero di Santa Cruz, regia di Carlo Ludovico Bragaglia (1941)
- I promessi sposi, regia di Mario Camerini (1941)
- La maschera di Cesare Borgia, regia di Duilio Coletti (1941)
- L'uomo venuto dal mare, regia di Belisario L. Randone e Roberto de Ribón (1942)
- Le due orfanelle, regia di Carmine Gallone (1942)
- Don Cesare di Bazan, regia di Riccardo Freda (1942)
- La maestrina, regia di Giorgio Bianchi (1942)
- Harlem, regia di Carmine Gallone (1943)
- Due cuori fra le belve, regia di Giorgio Simonelli (1943)
- 4 ragazze sognano, regia di Guglielmo Giannini (1943)
- Il mondo vuole così, regia di Giorgio Bianchi (1946)
- L'apocalisse, regia di Giuseppe Maria Scotese (1946)
- Teheran, regia di William Freshman e Giacomo Gentilomo (1946)
- Abbasso la ricchezza!, regia di Gennaro Righelli (1946)
- Sperduti nel buio, regia di Camillo Mastrocinque (1947)
- Fumeria d'oppio, regia di Raffaello Matarazzo (1947)
- Genoveffa di Brabante, regia di Primo Zeglio (1947)
- Molti sogni per le strade, regia di Mario Camerini (1948)
- Le dessous des cartes, regia di André Cayatte (1948)
- La Certosa di Parma, regia di Christian-Jaque (1948)
- Manù il contrabbandiere, regia di Lucio De Caro (1948)
- Monaca santa, regia di Guido Brignone (1948)
- La cintura di castità, regia di Camillo Mastrocinque (1949)
- L'imperatore di Capri, regia di Luigi Comencini (1949)
- Il voto, regia di Mario Bonnard (1950)
- Napoli milionaria, regia di Eduardo De Filippo (1950)
- Strano appuntamento, regia di Dezső Ákos Hamza (1950)
- Canzone di primavera, regia di Mario Costa (1950)
- La taverna della libertà, regia di Maurice Cam (1950)
- Romanticismo, regia di Clemente Fracassi (1951)
- I figli di nessuno, regia di Raffaello Matarazzo (1951)
- Amo un assassino, regia di Baccio Bandini (1951)
- La vendetta del corsaro, regia di Primo Zeglio (1951)
- Viva il cinema!, regia di Giorgio Baldaccini e Enzo Trapani (1952)
- Pentimento, regia di Enzo Di Gianni (1952)
- La voce del sangue, regia di Pino Mercanti (1952)
- Imbarco a mezzanotte, regia di Joseph Losey (1952)
- A fil di spada, regia di Carlo Ludovico Bragaglia (1952)
- Il romanzo della mia vita, regia di Lionello De Felice (1952)
- Un marito per Anna Zaccheo, regia di Giuseppe De Santis (1953)
- Finalmente libero, regia di Mario Amendola e Ruggero Maccari (1953)
- Vortice, regia di Raffaello Matarazzo (1953)
- La signora senza camelie, regia di Michelangelo Antonioni (1953)
- Stazione Termini, regia di Vittorio De Sica (1953)
- Legione straniera, regia di Basilio Franchina (1953)
- Giuseppe Verdi, regia di Raffaello Matarazzo (1953)
- Guai ai vinti, regia di Raffaello Matarazzo (1954)
- Mamma, perdonami!, regia di Giuseppe Vari (1954)
- In amore si pecca in due, regia di Vittorio Cottafavi (1954)
- La spiaggia, regia di Alberto Lattuada (1954)
- Desiderio 'e sole, regia di Giorgio Pàstina (1954)
- L'amante di Paride, regia di Marc Allégret e Edgar G. Ulmer (1954)
- Lacrime d'amore, regia di Pino Mercanti (1954)
- Il caffè del porto (Le tournant dangereux), regia di Robert Bibal (1954)
- 'Na sera 'e maggio, regia di Giorgio Pàstina (1955)
- Ricordami, regia di Ferdinando Baldi (1955)
- Io piaccio, regia di Giorgio Bianchi (1955)
- La corrida dei mariti (Le printemps, l'automne et l'amour), regia di Gilles Grangier (1955)
- Fascicolo nero (Le dossier noir), regia di André Cayatte (1955)
- Il nostro campione, regia di Vittorio Duse (1955)
- La ladra, regia di Mario Bonnard (1955)
- La grande savana, regia di Elia Marcelli (1955)
- Prigioniero della montagna, regia di Luis Trenker (1955)
- Arriva la zia d'America, regia di Roberto Bianchi Montero (1956)
- Lo spadaccino misterioso, regia di Sergio Grieco (1956)
- I vagabondi delle stelle, regia di Nino Stresa (1956)
- Il segreto di Suor Angela (Le secret de soeur Angèle), regia di Léo Joannon (1956)
- La donna più bella del mondo, regia di Robert Z. Leonard (1956)
- Occhio per occhio (Oeil pour oeil), regia di André Cayatte (1956)
- Difendo il mio amore, regia di Giulio Macchi (1957)
- Parola di ladro, regia di Nanni Loy e Gianni Puccini (1957)
- Fortunella, regia di Eduardo De Filippo (1958)
- Tabarin, regia di Richard Pottier (1958)
- Adorabili e bugiarde, regia di Nunzio Malasomma (1958)
- Erode il grande, regia di Viktor Tourjansky (1959)
- Un amore a Roma, regia di Dino Risi (1960)
- Il mattatore, regia di Dino Risi (1960)
- La dolce vita, regia di Federico Fellini (1960)
- Il terrore della maschera rossa, regia di Luigi Capuano (1960)
- L'impiegato, regia di Gianni Puccini (1960)
- L'ultimo zar (Les nuits de Raspoutine), regia di Pierre Chenal (1960)
- Costantino il Grande, regia di Lionello De Felice (1960)
- Barabba (Barabbas), regia di Richard Fleischer (1961)
- Vanina Vanini, regia di Roberto Rossellini (1961)
- La giornata balorda, regia di Mauro Bolognini (1961)
- Romolo e Remo, regia di Sergio Corbucci (1961)
- Maciste, l'uomo più forte del mondo, regia di Antonio Leonviola (1961)
- Tiro al piccione, regia di Giuliano Montaldo (1962)
- Il tiranno di Siracusa, regia di Curtis Bernhardt (1962)

### Televisione
- L'alfiere, regia di Anton Giulio Majano (1956)
- Le avventure di Nicola Nickleby, regia di Daniele D'Anza (1958)
- L'isola del tesoro, regia di Anton Giulio Majano (1959)
- Racconti dell'Italia di oggi - Una lapide in Via Mazzini, regia di Mario Landi (1962)
- Ritorno all'abisso, regia di Mario Lanfranchi (1963)
- Le inchieste del commissario Maigret (1964)
- Caviale e lenticchie, regia di Gennaro Magliulo (1964)
- Corruzione al Palazzo di giustizia, regia di Ottavio Spadaro (1966)

## Doppiatori italiani
- Emilio Cigoli in Il fornaretto di Venezia, Fascicolo nero
- Carlo Romano in La vendetta del corsaro
- Nino Pavese in A fil di spada
- Cesare Fantoni in La spiaggia
- Gualtiero De Angelis in Io piaccio
- Giorgio Capecchi in Erode il Grande

## Prosa radiofonica Rai
- Il ferro, dramma di Gabriele D'Annunzio, regia di Eugenio Salussolia, trasmessa il 26 novembre 1950.